# 札幌市里塚斎場
札幌市里塚斎場（さっぽろしさとづかさいじょう）は、北海道札幌市清田区里塚506番地にある札幌市が設置する火葬場である。
1984年（昭和59年）に札幌市営の里塚霊園に隣接して設置された火葬場であり、現在札幌市平岸プールがある場所に存在していた「平岸火葬場」（平岸霊園）の移設の形で設置される。
2007年（平成19年）に建物・設備などの老朽化により大規模改修が行われ、2009年（平成21年）に再び供用が開始される。
札幌市は里塚斎場の利用区域を定めており、死亡した者の住所または葬儀場の所在地が豊平川の東側（白石区、厚別区、豊平区、清田区、南区）の場合は、基本的に里塚斎場を利用することとなる。
休業日は、1月1日と友引の日である。

## アクセス
- 北海道中央バス「美しが丘3条9丁目」下車徒歩約1.5km
- 北海道中央バス「三里塚小学校前」下車徒歩約2km

## 施設概要
- 敷地面積 - 約23,970m2
- 建築面積 - 6,108m2
- 延床面積 - 8,560m2
  - 火葬棟 - 5,085m2
  - 待合棟 - 3,475m2
- 構造
  - 火葬棟 - 鉄骨鉄筋コンクリート造
  - 待合棟 - 鉄筋コンクリート造
- 階数
  - 火葬棟 - 地上2階、地下1階
  - 待合棟 - 地上2階
- 最高高さ - 14.1m
- 火葬炉数 - 30基（前室無し）
- 火葬炉メーカー：富士建設工業株式会社
- 告別室 - 2室
- 収骨室 - 8室
- 特別控室 - 30室
- 駐車台数 - バス32台、乗用車60台、身障者用3台